# Територіальні зміни Польщі після Другої світової війни

Старий і новий кордони Польщі, 1945 рік

Наприкінці Другої світової війни Польща зазнала серйозних змін своїх кордонів. У 1945 році, після поразки нацистської Німеччини, лінія Одер-Нейсе стала її західним кордоном, в результаті чого Польща отримала відновлені території. Лінія Керзона стала її східним кордоном, що призвело до втрати «східних кресів» на користь Радянського Союзу.

## Рішення
Зміни кордонів Польщі відповідали рішенням, прийнятим вперше союзниками на Тегеранській конференції 1943 року, де Радянський Союз вимагав визнання лінії, запропонованої британським міністром закордонних справ лордом Керзоном у 1920 році.
Цю ж позицію знову повторив Йосип Сталін на Ялтинській конференції з Франкліном Рузвельтом та Вінстоном Черчіллем у лютому 1945 року, але набагато рішучіше, перед лицем поразки Німеччини, що насувається. Нові кордони були ратифіковані на Потсдамській конференції в серпні 1945 року саме так, як це пропонував Сталін, який уже контролював всю Східну та Центральну Європу. Гаррі Трумен згадував:
Я пам’ятаю, як у Потсдамі ми почали обговорювати питання у східній Польщі, і прем’єр-міністр Великої Британії зауважив, що Папа Римський не буде задоволений устроєм цього католицького краю Польщі. І Генералісимус, Прем’єр-міністр Росії сперся на стіл, і він так потягнув свої вуса, і подивився на пана Черчилля і сказав: Пане Черчилль, пане Прем’єр-міністре, скільки ви сказали дивізій у Папи?
Значні території Польської Другої Республіки були передані Радянському Союзу польським урядом, який підтримувався Москвою, й сьогодні вони є частиною Литви, Білорусі та України. Натомість Польщі було передано Вільну державу Данціг та німецькі території на схід від річок Одер й Нейсе (так звані відновлені території) до остаточної мирної конференції з Німеччиною. Оскільки мирна конференція так і не відбулася, землі були фактично передані Німеччиною. 

## Переміщення населення
Переселення як поляків, так і німців у 1945–46 рр. включало багато мільйонів людей. Територія Польщі в 1919—1939 рр.становила 386 418 км2. Від 1947 року територія Польщі становила 312 679 км2. Тож територія країни зменшилася на 73 739 км2. В результаті Польща отримала набагато довшу берегову лінію на Балтійському морі порівняно з її кордонами 1939 року. Крім того, інфраструктура на колишніх східних територіях Німеччини була значно розвиненішою, ніж на територіях, що відійшли до СРСР. 

## Результат
Довоєнні східні польські території на Кресах, які Червона Армія зайняла під час вторгнення до Польщі 1939 року (за винятком Білостоцької області), були передані СРСР новим польським комуністичним урядом, а більшість етнічних поляків були переселені до Польщі. В результаті Потсдамської угоди, Польща втратила 179 000 км2 (45 %) довоєнних територій, на яких мешкали понад 12 мільйонів осіб, з яких 4,3 мільйони були польськомовними. Сьогодні ці території входять до складу Білорусі, України та Литви.
Натомість післявоєнна Польща отримала території на заході, включаючи довоєнне вільне місто Данціг і колишню територію Німеччини на схід від лінії Одер-Нейсе, що складається з південної частини Східної Пруссії, більшої частини Померанії, Ноймарк (Східний Бранденбург) та німецької Сілезії. Відповідно до Потсдамської угоди Польща також отримала місто Свінемюнде на острові Узедом та місто Штеттін на західному березі річки Одер. Таким чином, ці передані території не були частиною радянської окупаційної зони Німеччини чи наступної держави Східна Німеччина.
Німецьке населення, яке залишилося або повернулося до своїх домівок, було примусово вигнано до того, як ці відновлені території (офіційний термін) були заселені поляками з Центральної Польщі та поляками, що вимушено були переселені зі східних регіонів.
Також Польщі довелося повернути Тешинську область Чехословаччини, яку Польща анексувала у жовтні 1938 року, скориставшись тяжким становищем Чехословаччини через Мюнхенську угоду.